# Capparis hastata
Espèce
Classification APG III (2009)
Capparis hastata est un arbuste de la famille des Capparaceae, originaire des Antilles et d'Amérique du Sud tropicale.
Il est connu aux Antilles françaises sous le nom de mabouya ferrugineux.
Synonyme : Capparis coccolobifolia Mart. ex Eichl.

## Description
Ce Capparis est un arbuste de 3-5 m de haut ou parfois un arbre pouvant atteindre 10 m, à tronc droit, presque entièrement glabre et à écorce lisse, grise.
Ses feuilles elliptiques à ovales sont coriaces, de 5-9 × 3-6 cm, à base arrondie souvent cordées et à apex aigu à acuminé. Elles sont alternes mais disposées dans un même plan (on dit distiques).
Les fleurs disposées en corymbes sont odorantes. Elles possèdent 4 sépales cupuliformes et 4 pétales blancs, coriaces, de 13-15 mm et de nombreuses étamines 3 fois plus longues que les pétales.
Le fruit oblong et comprimé mesure 10-20 cm de long et 2-3 cm de large ; il contient une pulpe rouge et des graines ovales.

## Écologie
Capparis hastata se rencontre dans les Petites Antilles, au Venezuela et au nord de la Colombie.
Aux Antilles, il pousse dans la forêt sèche semi-décidue (série xérophile).
Ses feuilles contiennent du méthylglucosinolate. Les glucosinolates sont ces marqueurs des moutardes qui leur donnent leur goût piquant.

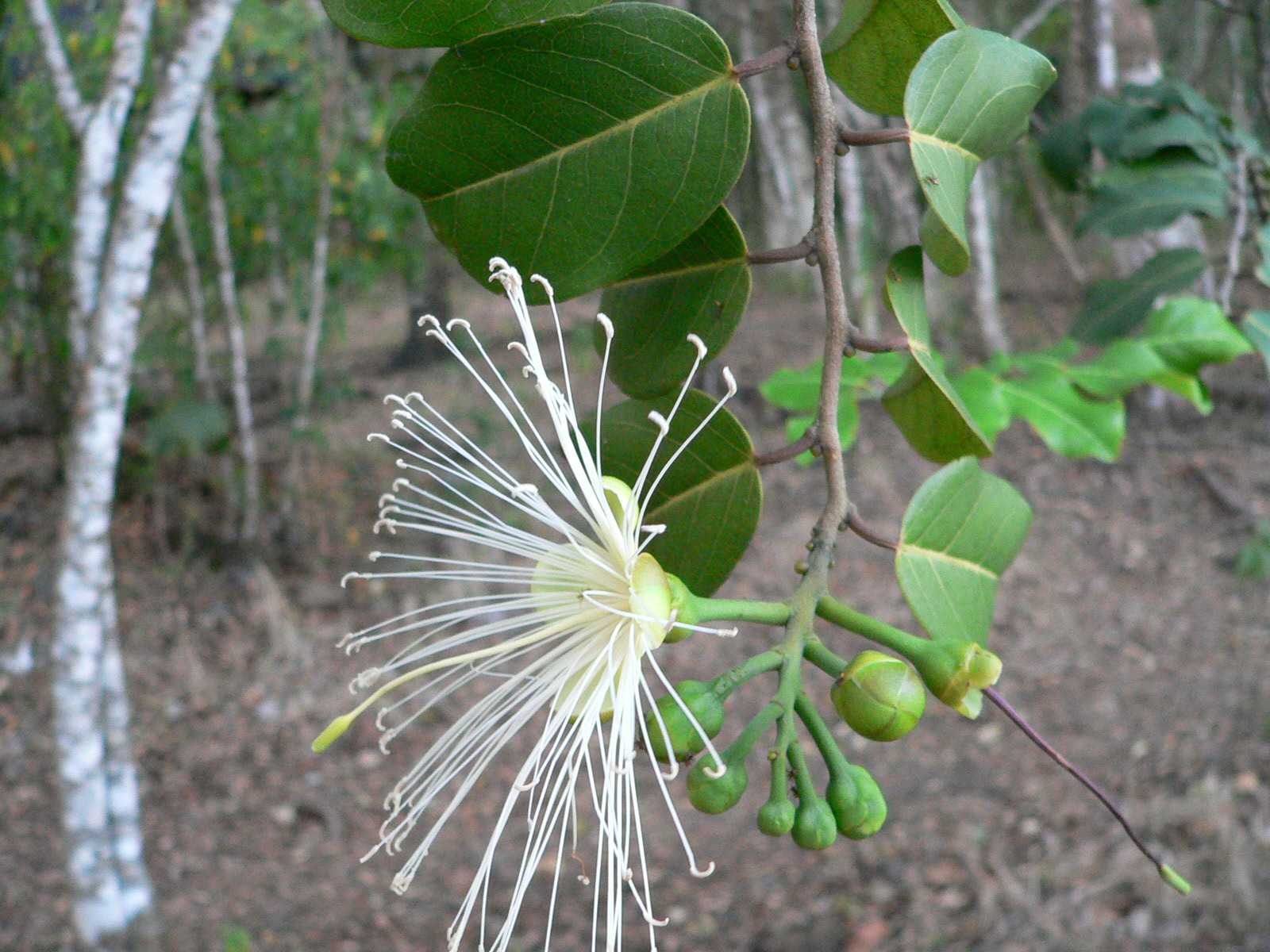
Mabouya ferrugineux, Guadeloupe